# 法泉寺 (甲府市)

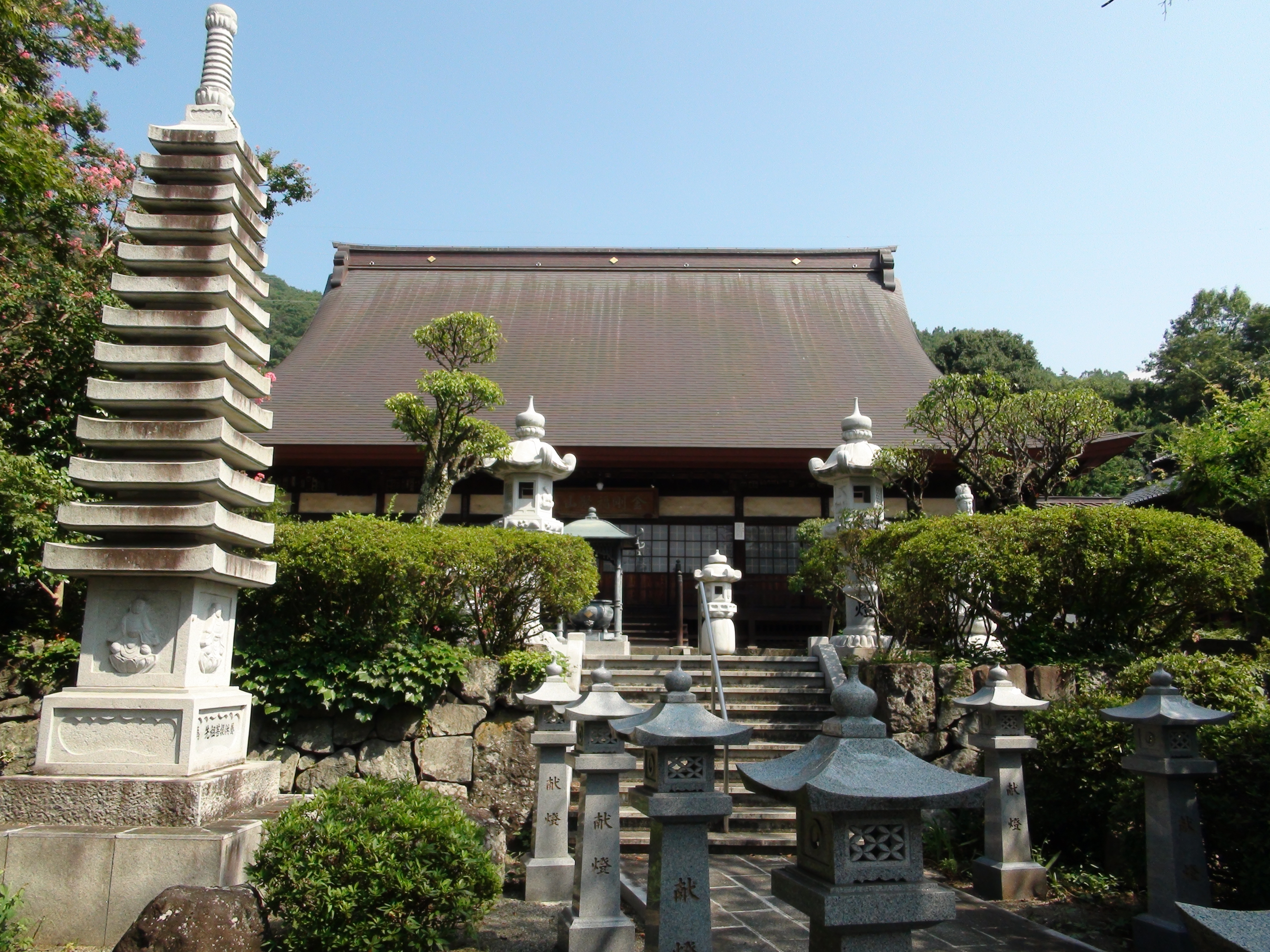
本堂

法泉寺（ほうせんじ）は、山梨県甲府市にある臨済宗妙心寺派の寺院。山号は金剛福聚山。本尊は弥勒菩薩。甲府五山のひとつ。
甲府盆地の北縁、法泉寺山の南東麓に位置。東には相川が流れる。

## 歴史
『甲斐国志』によれば、南北朝時代の元徳年間（1329年 - 1332年）に、甲斐国守護・武田信武が開基となり、信武が帰依した月舟周勲を開山として創建される。月舟は法師である夢窓疎石を開山とし、自身は二世と位置づけたという。寺名は境内にある金剛不動石と呼ばれる巨石に由来する。信武の菩提寺となり、『甲斐国社記・寺記』によれば、甲斐守護・武田晴信（信玄）は甲府五山の一つに定め、快岳周悦を住職として招き庇護したといわれ、法泉寺文書には信玄・勝頼期の寺領安堵や禁制などの文書が残されている。
また、『甲陽軍鑑』によれば快岳は武田氏滅亡に際して帯那郷（甲府市上帯那町・下帯那山）へ逃れ、京都より持ち帰った勝頼の遺髪を帯那山に隠したといわれ、後に甲斐を領した徳川氏は快岳を中興開山とし勝頼の菩提寺に定めたという。
江戸時代には江戸幕府から朱印状を与えられ、武田氏に関する文書を所蔵している。
法泉寺は武田勝頼ゆかりの寺院として知られ、江戸時代の文政13年（1830年）に勝頼250回忌に際して制作された甲冑姿の肖像が伝来している。

## 文化財

### 市指定文化財
- 経蔵及び内部の輪蔵付鉄眼版一切経
- 山門（鐘楼門）
- 夢窓国師坐像
- 釈迦如来坐像

本尊の釈迦如来像。木造・寄木造、玉眼嵌入。像高は50.5センチメートル。14世紀後半代に推定される院派の作例で、頭部に豪華な宝冠を戴く宝冠釈迦如来像で、県内では甲府市桜井町の東禅寺や甲州市大和町木賊の棲雲寺、南アルプス市宮沢の深向院、甲斐市竜王の慈照寺などに伝来している。
- 法泉寺古文書

### 市指定史跡
- 武田信武之墓
- 武田勝頼之墓

### 市指定有形民俗文化財
- 石造井戸側

## 所在地
山梨県甲府市和田町2595